# Nokere Koerse 2022
De 76e editie van de wielerwedstrijd Nokere Koerse, officieel Nokere Koerse-Danilith Classic, werd gehouden op 16 maart 2022. De start was in Deinze, de finish in de Nokere.

## Mannen
Vorig jaar won Ludovic Robeet, dit jaar was Tim Merlier de snelste in een sprint. De wedstrijd was onderdeel van de UCI ProSeries.

### Uitslag
| Plaats  | Naam               | Ploeg                  | Tijd     |
| ------- | ------------------ | ---------------------- | -------- |
| Winnaar | Tim Merlier        | Alpecin-Fenix          | 4u20'04" |
| 2       | Max Walscheid      | Cofidis                | z.t.     |
| 3       | Arnaud De Lie      | Lotto Soudal           | z.t.     |
| 4       | Bert Van Lerberghe | Quick Step-Alpha Vinyl | z.t.     |
| 5       | Bram Welten        | Groupama-FDJ           | z.t.     |
| 6       | Rasmus Tiller      | Uno-X Pro Cycling Team | z.t.     |
| 7       | Hugo Hofstetter    | Arkéa-Samsic           | z.t.     |
| 8       | Pierre Barbier     | B&B Hotels - KTM       | z.t.     |
| 9       | Pascal Ackermann   | UAE Team Emirates      | z.t.     |
| 10      | Jannik Steimle     | Quick Step-Alpha Vinyl | z.t.     |

## Vrouwen
Bij de vrouwen was het de 3e editie. De wedstrijd maakte deel uit van de UCI Women's ProSeries. Lorena Wiebes won voor de tweede keer Nokere Koerse na haar zege in 2019.

### Uitslag
| Plaats  | Naam                    | Ploeg                   | Tijd     |
| ------- | ----------------------- | ----------------------- | -------- |
| Winnaar | Lorena Wiebes           | Team DSM                | 3u14'47" |
| 2       | Lotte Kopecky           | Team SD Worx            | +1"      |
| 3       | Marta Bastianelli       | UAE Team ADQ            | z.t.     |
| 4       | Chiara Consonni         | Valcar-Travel & Service | z.t.     |
| 5       | Marjolein van 't Geloof | Le Col-Wahoo            | z.t.     |
| 6       | Barbara Guarischi       | Movistar Team           | z.t.     |
| 7       | Noemi Rüegg             | Team Jumbo-Visma        | z.t.     |
| 8       | Eugénie Duval           | FDJ Nouvelle-Aquitaine  | z.t.     |
| 9       | Letizia Borghesi        | EF Education-TIBCO-SVB  | z.t.     |
| 10      | Shari Bossuyt           | Canyon//SRAM Racing     | z.t.     |

1944 · 1945 · 1946 · 1947 · 1948 · 1949 · 1950 · 1951 · 1952 · 1953 · 1954 · 1955 · 1956 · 1957 · 1958 · 1959 · 1960 · 1961 · 1962 · 1963 · 1964 · 1965 · 1966 · 1967 · 1968 · 1969 · 1970 · 1971 · 1972 · 1973 · 1974 · 1975 · 1976 · 1977 · 1978 · 1979 · 1980 · 1981 · 1982 · 1983 · 1984 · 1985 · 1986 · 1987 · 1988 · 1989 · 1990 · 1991 · 1992 · 1993 · 1994 · 1995 · 1996 · 1997 · 1998 · 1999 · 2000 · 2001 · 2002 · 2003 · 2004 · 2005 · 2006 · 2007 · 2008 · 2009 · 2010 · 2011 · 2012 · 2013 · 2014 · 2015 · 2016 · 2017 · 2018 · 2019 · 2020 · 2021 · 2022 · 2023 · 2024 · 2025
Lijst van beklimmingen
Omloop Het Nieuwsblad · 
Nokere Koerse · 
Dwars door Vlaanderen · 
Brabantse Pijl · 
Festival Elsy Jacobs · 
Ronde van Thüringen · 
Ronde van Zwitserland · 
Ronde van Emilia